# Rigodiadelphus robustus
Rigodiadelphus robustus är en bladmossart som beskrevs av Noguchi 1973. Rigodiadelphus robustus ingår i släktet Rigodiadelphus och familjen Leskeaceae. Inga underarter finns listade i Catalogue of Life.